# 摂南大学ラグビー部
摂南大学ラグビー部（せつなんだいがくラグビーぶ、Setsunan University Rugby Football Club）は、現在、関西大学ラグビーリーグ戦のAリーグに所属する摂南大学のラグビー部。
2001年にBリーグに降格した後、しばらく入替戦にも出られずに低迷した。その後、2005年度にグラウンドを人工芝化、2006年度にトンガ人留学生を入部させるなど、チームを強化し、2007年度にはBリーグで全勝優勝し、入替戦で龍谷大学にも勝利し、Aリーグへ復帰した。2008年度は3勝4敗でリーグ戦5位となる。中京大学との関西第5代表決定戦に勝利し、初の大学選手権出場を決めた。大学選手権では1回戦で天理大学と対戦、初勝利をあげた。

## 歴史
- 1971年、第1回全国高等専門学校ラグビーフットボール大会で準優勝となった私立大阪工業高等専門学校は、その後、摂南大学へと転換したため、そのチームは現在の摂南大学ラグビー部の前身にあたる[1]。
- 1976年、大学のラグビー部として創部。
- 1986年、河瀬泰治が監督に就任。
- 1988年、リーグ改編によってDリーグに所属する。
- 1989年、Cリーグに昇格。
- 1990年、Bリーグに昇格。
- 1996年、入替戦大商大に勝利してAリーグに昇格。
- 2001年、入替戦天理大に敗北し、Bリーグに降格。
- 2007年、入替戦龍谷大に勝利してAリーグに昇格。
- 2008年、大学選手権に初出場、初勝利をあげる。
- 2009年、同志社大・立命館大にも勝利し、5勝2敗で3位になる。
- 2010年、入替戦大産大に勝利してAリーグに残留。
- 2012年、入替戦関西大に敗北し、Bリーグに降格。
- 2013年、入替戦関西大に勝利し、Aリーグに昇格。
- 2017年、入替戦大体大に敗北し、Bリーグに降格。
- 2018年、入替戦関西大に勝利し、Aリーグに昇格。
- 2020年12月23日、4年生部員2人の大麻所持事件によって一時的に活動停止[2][3]。

## タイトル
- 全国地区対抗大学ラグビーフットボール大会 : 1回
1991

※年は全て年度。

## 大学選手権
通算 3試合1勝2敗
- 2008年 ベスト8　1回戦○47-24（対天理大）、準々決勝●7-55（対帝京大）
- 2009年 出場　1回戦●19-50（対天理大）

## 戦績
| 年度 | 所属 | 勝敗(勝ち点)  | 順位 | 監督     | 主将                 | 大学選手権 |
| ---- | ---- | ------------- | ---- | -------- | -------------------- | ---------- |
| 2008 | A    | 3勝4敗        | 5位  | 河瀬泰治 | 小畑有司             | ベスト8    |
| 2009 | A    | 5勝2敗        | 3位  | 河瀬泰治 | 樫本敦               | 1回戦敗退  |
| 2010 | A    | 0勝7敗        | 8位  | 河瀬泰治 | 高田真平             | -          |
| 2011 | A    | 0勝7敗        | 8位  | 河瀬泰治 | 平良克秀             | -          |
| 2012 | A    | 0勝7敗        | 8位  | 河瀬泰治 | 越田祐麻             | -          |
| 2013 | B    | 8勝1敗        | 2位  | 河瀬泰治 | 太田修平             | -          |
| 2014 | A    | 2勝5敗        | 6位  | 河瀬泰治 | 溝尻将己             | -          |
| 2015 | A    | 3勝4敗        | 6位  | 河瀬泰治 | 安田大地             | -          |
| 2016 | A    | 1勝6敗        | 7位  | 河瀬泰治 | 木下亮太             | -          |
| 2017 | A    | 0勝7敗        | 8位  | 河瀬泰治 | 浅田龍太             | -          |
| 2018 | B    | 9勝0敗        | 1位  | 河瀬泰治 | 岡田翔               | -          |
| 2019 | A    | 2勝5敗        | 7位  | 河瀬泰治 | 瀬戸伊織             | -          |
| 2020 | A    | 0勝4敗        | 6位  | 瀬川智広 | 三田村直輝・春山右京 | -          |
| 2021 | A    | 1勝6敗(6)     | 7位  | 瀬川智広 | 隈元添太             | -          |
| 2022 | A    | 3勝4敗(12)    | 7位  | 瀬川智広 | 藤谷龍哉             | -          |
| 2023 | A    | 2勝4敗1分(10) | 7位  | 瀬川智広 | 森山迅都             | -          |
| 2024 | A    | 1勝6敗(6)     | 7位  | 瀬川智広 | サポイ・ヴィリアミ   | -          |
| 2025 | A    | -勝-敗(-)     | -位  | 瀬川智広 | 村上剛流             | -          |

## 主な在籍選手
- 村上剛流（主将、SO/SH/FB　京都成章高出身）
- 恩田慶吾（副将、FL/No.8 滋賀学園高）
- 秋本一喜（FWリーダー、PR　京都工学院高出身）
- 公文毅京（BKリーダー、CTB 洛北高）
- カストン・マイケルズ（WTB　Outeniqua High School 出身）2020年 U18 7人制南アフリカ代表
- ジョシュア・ナレヴィア（CTB/WTB/FB　West Buckland School 出身）2018年 U16 フィジー代表、Exeter Chiefs Academy U18代表

## 在籍した選手
- 森雄祐（SH、近鉄ライナーズ所属/東大阪大柏原高出身）
- イオンギ譲（No8、キャノンイーグルス所属/トゥポウカレッジ出身）
- 樫本敦（HO、近鉄ライナーズ所属/大商学園高出身）
- 森井康浩（NO.8、元東芝ブレイブルーパスFWテクニカルコーチ）
- 浅田朗（CTB、サントリーサンゴリアスチームマネージャー / 布施工業高出身）
- 大橋幸平（PR、ホンダヒート所属 / 大阪工大高出身）
- 金武貴之（PR、元神戸製鋼コベルコスティーラーズ / 四日市農芸高出身）
- 徐剛樹（SH / WTB、元トヨタ自動車ヴェルブリッツ、豊田通商BLUE WINGチームマネージャー / 京都府立桃山高等学校出身）
- 奥村太（PR、リコージャパンラグビー部所属 / 池田北高出身）
- 溝尻将己（LO、ユニチカ・フェニックス所属 / 東山高出身）
- 松岡久善（WTB、東芝ブレイブルーパス所属 / 神戸村野工業高出身）
- 臼木宏吏（PR、リコージャパンラグビー部所属 / 浪速高出身）
- 森山皓太（FL/NO.8、中国電力レッドレグリオンズ所属 / 東山高校出身）
- トプイ・セコナ（NO.8、キヤノンイーグルス所属 / トゥポウカレッジ出身）
- フェツアニ・ラウタイミ（FL/NO.8、トヨタ自動車ヴェルブリッツ所属 / トンガ・カレッジ出身）
- ナイカブラ・ジョネ（WTB/FB、7人制日本代表、東芝ブレイブルーパス所属 /ケルストンボーイズ高出身）
- サミソニ・トゥア（CTB、浦安D-Rocks所属 /  トンガ・カレッジ出身）
- イエレミア・マタエナ（HO/No8、近鉄ライナーズ所属 /ケルストンボーイズ高出身）
- タリフォロフォラ・タンギパ（FL/NO.8、豊田自動織機シャトルズ愛知所属/ケルストンボーイズ高出身）
- 郭玟慶（PR、静岡ブルーレヴズ所属 / 長榮高級中學出身）
- 高城勝一（LO、東芝ブレイブルーパス所属 / 汎愛高出身）
- ヴィリアメ・ツイドラキ（SO・FB、トヨタヴェルブリッツ所属 ラトゥナヴラ高校出身）
- テビタ・タイ（CTB・FB、マツダスカイアクティブズ広島所属 トゥポウカレッジ出身）
- ヴィリアミ・ルトゥア・アホフォノ（PR・FL、NECグリーンロケッツ東葛所属 / トンガ・カレッジ出身）
- 東将吾（CTB、中国電力レッドレグリオンズ所属 / 芦屋学園高出身）
- 森山迅都（元主将、LO、中国電力レッドレグリオンズ所属 京都工学院高）
- 原渕修人（PR、東芝ブレイブルーパス東京所属 / 摂津高出身）
- ヴェティ・トゥポウ（LO、静岡ブルーレヴズ所属 ルリアン・メモリアルハイスクール出身）
- アミニアシ・ショー（LO/FL/No.8、横浜キヤノンイーグルス所属　マリストブラザーズ高出身）